# Сеттельмент
Сеттельмент (з англ. settlement — поселення) — відокремлені квартали в центрі деяких великих міст Китаю в XIX — початку XX століття, що здавалися в оренду іноземним державам. Сеттельменти користувалися правом екстериторіальності, а також охоронялися поліцією й збройними силами держави-орендаря. У сеттельментах не діяли китайські закони.
| Прапор КНР | Це незавершена стаття про КНР. Ви можете допомогти проєкту, виправивши або дописавши її. |